# Martin Shaw
Martin Shaw (født 21. januar 1945) er en engelsk skuespiller. Han er kendt for sine roller i tv-serien The Professionals, Chief, Judge John Deed og Inspector George Gently. Han har også spillet på teatre og i film og har indtalt adskillige lydbøger samt præsenteret forskellige tv-serier, herunder 2006-serien Martin Shaw: Aviators.

## Opvækst
Shaw er født i Birmingham i England. Han voksede op i Alleyne Grove i Erdington og Sutton Coldfield. Shaw gik på Great Barr School, hvor han udmærkede sig i engelsk litteratur og dramakurser. Da han var seksten, blev han tilbudt et stipendium til en dramaskole i Birmingham, men han afslog.
I en alder af atten flyttede Shaw til London for at studere ved London Academy of Music and Dramatic Art.

## Teater
Shaw havde hovedroller i den første genopførelse af Look Back in Anger (Royal Court/Criterion, 1968), i Royal National Theatres Lørdag, søndag, mandag overfor Laurence Olivier (1973) og i A Streetcar Named Desire opsat på Piccadilly Theatre i 1974. Han har senere udtalt, at rollen som Stanley Kowalski i 'Streetcar' var et gennembrud i karrieren.
I 1985 spillede Shaw Elvis Presley i Alan Bleasdales kritikerroste Are You Lonesome Tonight?, et skuespil om Presleys sidste par timer. Efter at have spillet længe i London blev stykket opsat i Sydney, Melbourne og Adelaide i Australien.
Shaws portræt af Lord Goring i En ideel mand på Broadway gav ham en Tony Award-nominering og en Drama Desk-pris.
Efter optagelserne af tv-serien Judge John Deed tog Shaw rollen som Thomas More i Robert Bolts stykke A Man for All Seasons. Shaws datter, Sophie, spillede overfor ham som Mores datter, Margaret. Produktionen turnerede i Storbritanniens byer, før den blev opført i London på Theatre Royal Haymarket.
I 2013 blev det klassiske stykke Twelve Angry Men sat op på Garrick Theatre i London, hvor Shaw spillede det uenige jurymedlem (jurymedlem nr. 8).
I 2016 turnerede Shaw og spillede igen på West End i en livlig produktion af Hobson's Choice på Vaudeville Theatre. Efter at have afsluttet optagelsen af den sidste episode af Inspector George Gently turnerede Shaw igen i 2017 med den britiske premiere på Gore Vidals politiske stykke fra 1960, The Best Man. Shaw spillede rollen som William Russell, tidligere amerikansk udenrigsminister.

## Tv
Shaw begyndte tv-arbejde i 1967. Roller på produktioner på Granada Television førte til, at han fik rollen som den hippe studerende Robert Croft i Coronation Street. En anden tidlig rolle var den sprut- og fodboldelskende walisiske medicinstuderende Huw Evans i tv-komedieserien Doctor in the House.
Shaw har spillet i en episode af The New Avengers og har medvirket i den britiske tv-serie The Professionals (1977–1981), og han var også med i ITV-produktionen The Chief. Andre tv-roller har været rollerne som Robert Falcon Scott (The Last Place on Earth) (1983), Sir Henry Baskerville i The Hound of the Baskervilles og hovedrollen som Cecil Rhodes i tv-serien Rhodes fra 1996.
I 2001 fik han titelrollen i BBC-dramaet Judge John Deed.
Mellem sæsonerne af Judge John Deed spillede Shaw rollen som kommissær Adam Dalgliesh i P.D. James' Death in Holy Orders i 2003 og The Murder Room i 2005.
Fra 2007 til 2017 spillede han titelrollen i BBC-tv-serien Inspector George Gently sammen med Lee Ingleby.

## Film
Shaw har primært spillet teater og tv-film og -serier, men har dog medvirket i en række spillefilm, blandt andet i rollen som Banquo i Roman Polanskis Macbeth og rollen som Rachid i filmen Sinbads gyldne rejse (originaltitel: The Golden Voyage of Sinbad (1973).

## Privatliv
I 1971 blev Shaw følger af Charan Singh fra Sant Mat-religionen.
Shaw bor i Hingham i Norfolk.
Den 18. august 2010 kollapsede Shaw under den første akt af A Country Girl i Shrewsburys Theatre Severn. Hans agent, Roger Charteris, sagde at han havde haft knækkede ribben og tog antibiotika for en infektion i brystet.
Shaw har været teetotal og vegetar i over 40 år.

## Filmografi

### Tv
- Coronation Street som Robert Croft
- On the Move (1975–1976) som Martin
- Helen: A Woman of Today (1973) som Frank Tully
- The Duchess of Duke Street "Family Matters" (1976) som Arthur
- The Professionals (1977–1983) som Ray Doyle
- Doctor in the House (1969) som Huw Evans
- Doctor at Large (1971) som Huw Evans (11 episodes)
- Beasts (1976) som Dave (episode "Buddyboy")
- Cream in My Coffee (by Dennis Potter) (1980) som Jack Butcher
- East Lynne (1982) som Archibald Carlyle
- The Hound of the Baskervilles (1983) som Sir Henry Baskerville
- The Last Place on Earth (1985) som Robert Falcon Scott
- The Chief (1993–1995) som Chief Constable Alan Cade
- Rhodes (1996) som Cecil Rhodes
- The Scarlet Pimpernel (1999-2000) som Chauvelin
- A&E (1999–2002) som Robert Kingsford
- Death in Holy Orders (2003) som Adam Dalgliesh
- The Murder Room (2004) som Adam Dalgliesh.
- Judge John Deed (2001–2007) som Judge John Deed
- Martin Shaw: Aviators (2006)
- Cranford (2007) som Peter Jenkyns
- Inspector George Gently (2007–2017) som George Gently
- Lemur Street (2007)
- Apparitions (2008) som Father Jacob
- Agatha Christie's Poirot Three Act Tragedy (2010) som Charles Cartwright
- Dambusters Declassified (2010) som presenter
- Playhouse Presents (2012) som Piers Hunt
- Strike (2017) som Tony Landry
- The Long Call (2021) som Dennis Stephenson

### Teater
- Look Back in Anger (Royal Court transferring to the Criterion Theatre, 1968) som "Cliff Lewis".
- The Contractor (Royal Court, 1969; transferring to the Fortune Theatre, 1970) som "Paul".
- The Battle of Shrivings (Lyric Theatre, 1970) som "David".
- Cancer (i USA, Moon Children; Royal Court, 1970) som "Bob".
- The Bacchae (National Theatre på Old Vic, 1973) som "Dionysus".
- Saturday, Sunday, Monday (National Theatre på Old Vic, 1973) som "Attilio", sammen med Laurence Olivier.
- A Streetcar Named Desire (Piccadilly Theatre, 1974) som "Stanley Kowalski".
- Miss Julie (Greenwich Theatre, 1975) som "Jean".
- Teeth 'n' Smiles (Wyndham's Theatre, 1976) som "Arthur".
- They're Playing Our Song (Shaftesbury Theatre, 1981) som "Vernon Gersch".
- The Country Girl (Apollo Theatre, 1983).
- Are You Lonesome Tonight? (Phoenix Theatre, 1985) som 'Den ældre Elvis Presley' (også i Sydney, New South Wales, Australien)
- The Big Knife (Albery Theatre, 1987) som Charles Castle
- Other People's Money (Lyric Theatre, 1990) som "Garfinkel".
- Betrayal (Almeida Theatre, 1991) som "Robert".
- Sienna Red, by Stephen Poliakoff and co-starring Francesca Annis (Richmond Theatre, May 1992).
- An Ideal Husband (Globe Theatre, 1992) som "Lord Goring".
- Rough Justice by Terence Frisby (Apollo Theatre, 1994) som "James Highwood".
- An Ideal Husband (Haymarket Theatre; derfra til Old Vic, 1996; genopført på Haymarket i 1997, derfra til Gielgud Theatre).
- Vertigo (Theatre Royal Windsor, October 1998) som "Roger Flaviares" sammen med sin senere kollega Jenny Seagrove i Judge John Deed.
- A Man For All Seasons (Haymarket, 2005/6) som Sir Thomas More.
- The Country Girl (Apollo Theatre, oktober 2010) sammen med Jenny Seagrove, efter en turné.
- Hobson's Choice, (Vaudeville Theatre, 2016) som Henry Hobson.

### Film
- Macbeth (1971) som Banquo.
- The Golden Voyage of Sinbad (1973) som Rachid.
- Operation Daybreak (1975) som Sergeant Karel Čurda.
- Facelift (1984) som Zax.
- Intrigue (1988) som Roskov
- Ladder of Swords (1989).
- Oilman (kortfilm).
- 6 Days som Dellow
- Off the Rails som Federico